# Pain & Suffering
Pain & Suffering è un album raccolta dei Rhino Bucket, uscito nel 2007 per l'Etichetta discografica Acetate Records.
Si tratta della ristampa dell'album Pain, con l'aggiunta di 5 brani inediti.

## Tracce
1. Pain – 4:34
2. I Stand Before You – 6:14
3. Too Much Talk – 4:36
4. Blow by Blow – 4:27
5. Mad Maggie – 3:28
6. Bird on a Wire – 5:25
7. What'd You Expect – 4:48
8. I Was Told – 3:47
9. The Hard Grind – 4:16
10. World Gone Mad – 5:06
11. Ain't Got Solutions – 3:42
12. Head Above Water – 4:20
13. Knife in You – 4:27
14. Swingin' with Sally – 3:37
15. Bastard – 5:24

## Formazione
- Georg Dolivo - voce, chitarra
- Greg Fields - chitarra
- Reeve Downes - basso
- Simon Wright - batteria